# 김문택

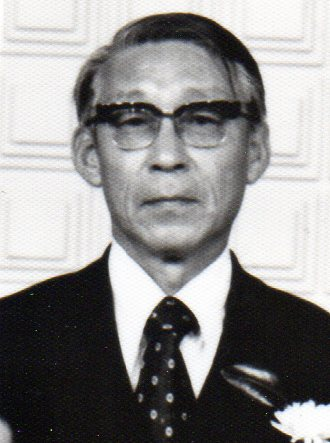
노년의 모습

김문택(1922년 12월 29일 ~ 1988년 1월 8일)은 한국의 독립운동가이자 교육자이다. 오산학교를 졸업하고, 일본 유학 중 고향에서의 독립운동으로 징역 5년을 받은 후, 일본 큐슈에 학병으로 징집되었다. 일본에서 탈출하여 106일의 기간에 걸쳐 대한해협, 한반도 등 2만여리 (약 8,000km)의 대장정을 거쳐 광복군 제3지대에 입대하여 광복군 모집활동, 훈련, 국내 공작원 파견, 일본군 무장해제, 교포들의 국내 귀환 임무 등을 수행하였다. 1977년 건국포장을 받았으며, 1990년에 건국훈장 애국장으로 추서되었다.

## 생애
김문택은 1922년 12월 29일 평남 진남포(鎭南浦)에서 태어났다. 독립운동가이자 교육자, 개신교(평서노회) 장로인 김정선 장로의 첫째 아들로 태어났다. 이후 평북 정주의 오산학교를 졸업하였다.
1943년 일본 주오대(中央大) 유학 중 귀향하여 청년들을 규합하고 반일연설을 하는 등 항일운동으로 7월 22일 일제경찰에 구속되었다.
그 해 12월 25일, 감옥살이(징역 5년) 대신 학병출정(學兵出征)을 조건으로 출감되어 일본 큐슈(九州)로 징집되었다.
1944년 1월 20일, 일본군 구마모또(熊本)사단 서부 제17부대에 학병으로 징집되어 사쓰마의 이비즈끼 서남방 해안 산간에 배치되었다.
1944년 9월 26일, 일본군부대를 탈출하여 목선과 기차 등으로 대한해협, 한반도, 만주를 거쳐 중국 안후이성 부양현(阜陽縣) 싼타지(三塔集)에 있던 광복군 제3지대에 입대하였다. 그의 탈출은 일본 본토의 군부대를 탈출한 유일한 사례로, 106일에 걸쳐 2만 여리를 넘는 거리로 이루어졌다는 점에서 독립운동 연구의 대상이 되어왔다. 이후 광복군 제3지대 제1부대 제1분대장, 훈련교관 등으로 활동하였으며 1945년 6월 참령에 올랐다.

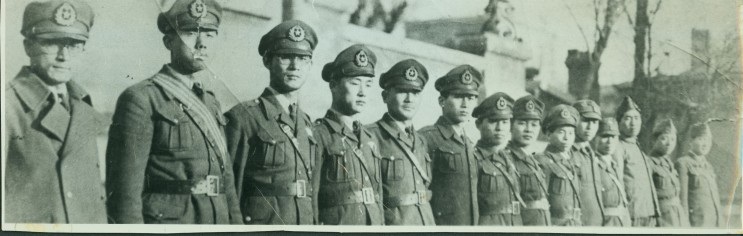
광복군에서 활동할 당시의 사진

광복군 제3지대에서는 대원을 모으는 초모활동, 광복군 훈련, 국내 공작원 파견, 일본군 무장해제, 교포들의 국내 귀환 임무 등을 하였다.
특히 광복군 훈련을 위한 교본을 만들어 우리말로 "차렷", "앞으로 가" 등의 군대 용어를 최초로 만들었다.

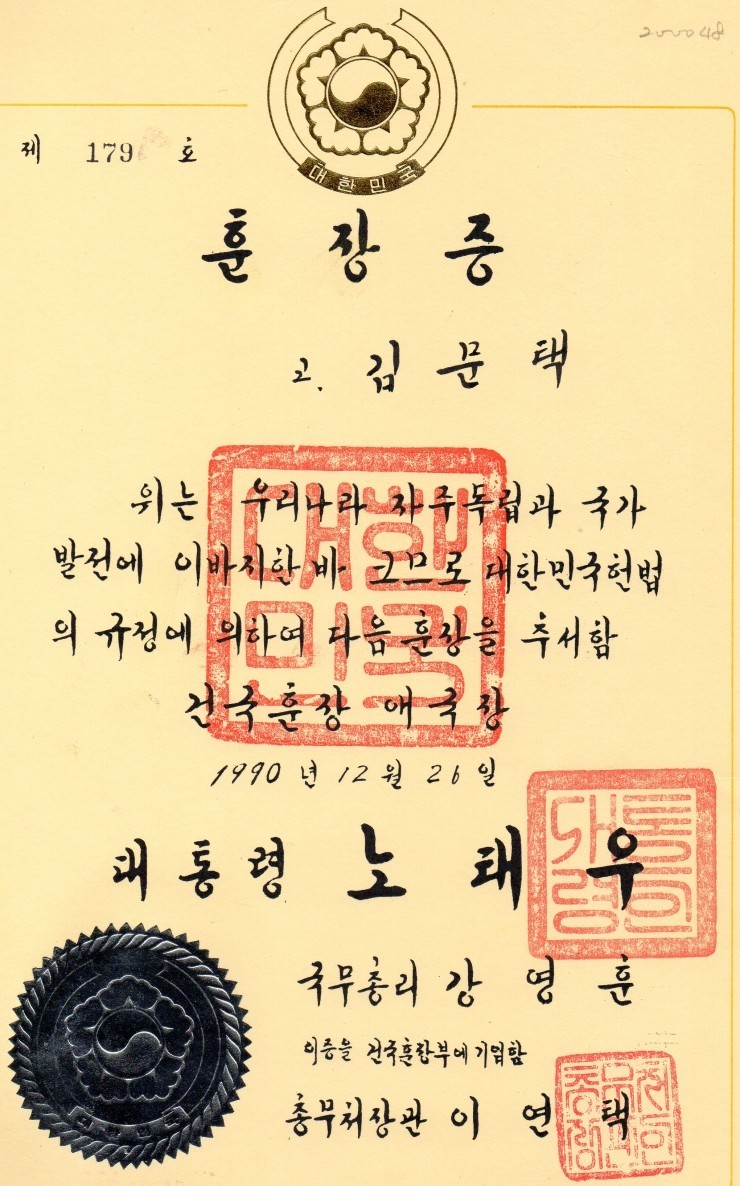
건국훈장 애국장

그는 자신의 탈출기와 광복군 활동을 세세하게 수기로 기록하였으며 이는 독립운동사 연구에 귀중한 자료로 활용되고 있다. 그의 탈출기는 나룻배와 기차, 트럭을 활용하여 일제 헌병과 경찰을 감시와 추적을 피한 이야기들이 주를 이루고 있으며 그의 광복군 활동 일지는 현재 광복군 3지대의 위치, 조직, 국내로의 공작원 파견, 비밀 공작활동, 미군과의 OSS훈련 등에 대한 사료로 활용되고 있다.
김문택은 광복 후 중국에 남아 동포들을 귀국시키는 특파단 활동을 한 후, 1946년 4월 귀국하였다. 이후 1950년 서울대 법대를 졸업하고 국립체신고등학교 교사, 국립체신대학 국제법 교수, 한국전력주식회사에서 일하였다. 1966년과 1984년에는 광복회 이사로 활동하였다.
1988년 1월 8일 타계하였으며, 정부에서는 고인을 공훈을 기리기 위하여 1990년에 건국훈장 애국장(1977년 건국포장)을 추서하였다. 현재 대전광역시 유성구에 위치한 국립대전현충원에 안장되어 있다.

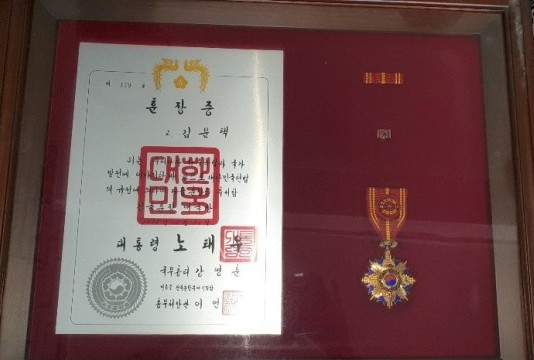
건국훈장 애국장 (훈장)

- 1922.12.29 평남 진남포 억량기리 52에서 출생 (독립운동가, 교육자, 개신교 장로 김정선의 첫째 아들)
- 1929~1936 진남포 득신소학교 졸업
- 1936~1941 평북 정주 오산중학교 졸업
- 1942.4 일본 동경 주오대학 (중앙대학) 법과 입학
- 1943.7.22 귀향 시에 반일연설 등으로 진남포경찰서에 체포 구금됨. 치안유지법위반 등으로 구형 5년
- 1943.12.25 학병 징집 조건부로 석방됨
- 1944.1.20 일본 큐슈 구마모토사단 서부 제17대에 학병으로 징집. 사쓰마의 이비즈끼 서남방 해안 산간에 배치됨
- 1944.9.26 위 부대를 탈출하여 대합해협을 건너 한반도 도착, 한반도 및 만주를 거쳐 탈출
- 1945.1.10 중국 안휘성 부양현 싼타지 한국광복군 제3지대 입대 (제1구대 제1분대장, 훈련교관)
- 1945.6 지대 편제 시, 참령
- 1945.8.15 해방 후 특파단 활동
- 1946.4 상해에서 선편으로 귀국
- 1950.5 서울대 법대 졸업 (4회)
- 1951.1~10 육군 중위 명예 제대
- 1952~1961 국립체신고등학교 교사, 국립체신대학 조교수 (국제법)
- 1962~1977 한국전력주식회사 근무
- 1966 광복회 이사
- 1977.12 건국포장 수훈
- 1984.9 광복회 이사
- 1988.1.8 별세
- 1990.12 대한민국 건국훈장 애국상 서훈 (추서)

### 참고 문헌
- 광복군 김문택 수기 上 탈출기(독립기념관 한국독립운동사연구소)
- 광복군 김문택 수기 下 광복군(독립기념관 한국독립운동사연구소)
- 광복군 김문택 수기
- 새벽으로 가는 길(인하대학교 출판부)
- 한국독립사(김승학) 하권 130면
- 독립운동사(국가보훈처) 6권 412·422·423면 독립운동사(국가보훈처) 9권 862면